# Draco Malfoy
Draco Lucjusz Malfoy (ur. 5 czerwca 1980) – postać fikcyjna z cyklu powieściowego Joanne Kathleen Rowling o Harrym Potterze. Był on synem Lucjusza i Narcyzy Malfoy, jako uczeń Hogwartu należał do Slytherinu. W szkole przebywał w towarzystwie osiłków: Vincenta Crabbe’a i Gregory’ego Goyle’a, a od szóstego roku również z Blaise’em Zabinim. Miał negatywny stosunek do czarodziejów pochodzących od mugoli.

## Przeszłość
Draco wychował się w bogatym domu Malfoyów, jako syn Lucjusza i Narcyzy Malfoy z domu Black. Jest siostrzeńcem Andromedy Tonks oraz Bellatrix Lestrange. Jego pierwszymi znajomymi były dzieci przyjaciół Lucjusza Malfoya: Teodor Nott i Vincent Crabbe.
Dał do zrozumienia, że wolałby pójść do innej szkoły, Durmstrangu. Pochwalał fakt nauczania tam czarnej magii. Twierdził, że jego ojciec znał tamtejszego dyrektora, Igora Karkarowa.

## Życiorys
Pierwszy rok nauki (wrzesień 1991 do czerwca 1992)
Mając 11 lat poznał Harry’ego Pottera w sklepie Madame Malkin – szaty na wszystkie okazje znajdującym się na ulicy pokątnej. Harry nie zdążył się przedstawić, ale już nie polubił chłopca ze względu na jego rasistowskie poglądy. W pociągu do Hogwartu, Malfoy dobrał sobie dwóch niezbyt mądrych znajomych jako „ochroniarzy”: Gregory’ego Goyle’a oraz Vincenta Crabbe i stał się nieprzejednanym wrogiem Pottera oraz jego dwóch przyjaciół Hermiony Granger oraz Rona Weasley.
Neville Longbottom dostał przypominajkę, którą Draco podczas lekcji latania wyrzucił na drzewo. Harry Potter użył miotły by ją odzyskać. Zauważyła to opiekunka Gryffindoru, Minerwa McGonagall, która zamiast ukarać go za używanie miotły bez pozwolenia, zapewniła mu miejsce w drużynie Qudditcha jako szukający. Draco był wściekły. Odkrył plan Harry’ego, który dotyczył przeniesienia smoka Rubeusa Hagrida o imieniu Norbert z zamku. Poinformował o tym profesor McGonagall, ale w rezultacie został ukarany szlabanem wraz z Harrym, Hermioną i Neville’em (w filmie zamiast niego był Ron) za chodzenie nocą po zamku. Podczas kary, która odbywała się w Zakazanym Lesie, Draco został wysłany na patrolowanie lasu wraz z Neville’em i Kłem, psem Hagrida. Postanowił zażartować i przestraszył Longbottoma. Po tym incydencie patrolował dalej las, tym razem z Harrym. Zobaczył zamaskowaną postać pijącą krew jednorożca, po czym z krzykiem uciekł i zostawił Harry’ego samego. Jak później się okazało, był to nauczyciel Obrony przed Czarną Magią, Kwiryniusz Quirrell, a krew pił dla Voldemorta, który ukrywał się za turbanem z tyłu jego głowy.
Drugi rok nauki (wrzesień 1992 do czerwca 1993)
Draco, tylko dzięki temu, że jego ojciec kupił najnowsze miotły ścigające „Nimbusy 2001”, dostał się do reprezentacji Slytherinu w Quidditchu jako szukający. Hermiona nie omieszkała mu tego wypomnieć, a on nazwał dziewczynę „szlamą”. Ślizgoni przegrali mecz z Gryfonami, ponieważ Malfoy był tak bardzo zajęty obrażaniem Harry’ego, że zapomniał o tym, żeby złapać złoty znicz.
Po tym jak otwarto Komnatę Tajemnic w Hogwarcie został utworzony klub pojedynków przez Gilderoya Lockharta, gdzie przeciwko sobie stanęli Harry Potter i Draco Malfoy. Draco wyczarował węża, który miał zaatakować przeciwnika, a wówczas Harry przemówił do gada, jako wężousty. Dowiedział się o tym cały Hogwart, a większość uznała go z tego powodu za dziedzica Slytherina. Draco był oburzony tymi plotkami, a Harry, Ron i Hermiona podejrzewali właśnie jego o bycie prawowitym dziedzicem. Postanowili sprawdzić to, przygotowując eliksir wielosokowy w łazience Jęczącej Marty i zmienili się w kumpli Dracona – Crabbe’a i Goyle’a. Draco powiedział im tylko, że sam nie jest i nie wie kim jest dziedzic, ale komnatę otwarto po raz drugi. Za pierwszym razem było to 50 lat wcześniej, w 1943 roku i wtedy zginęła „szlama”. Teraz miał nadzieję, że będzie to Granger.

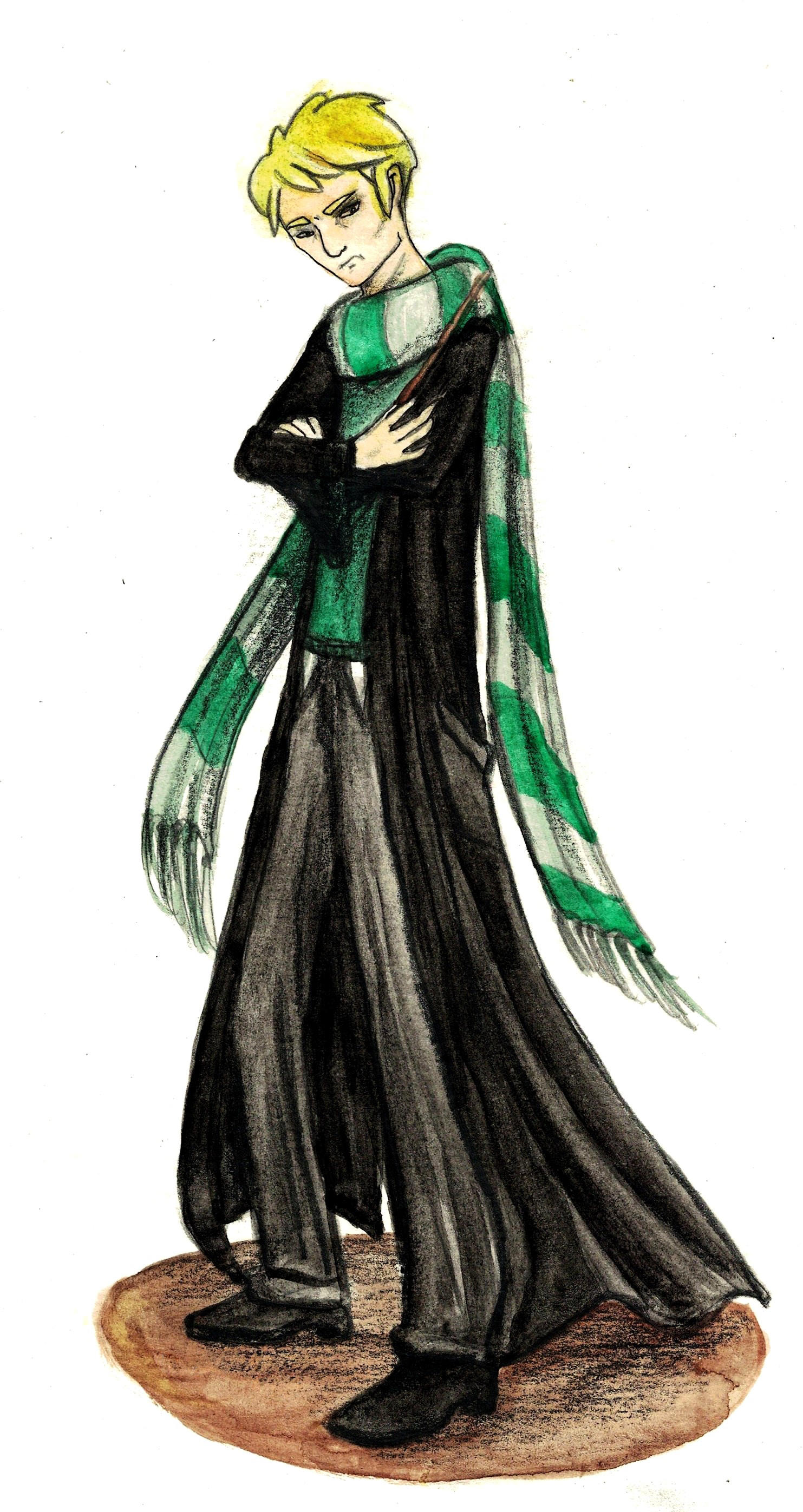
Fanart przedstawiający Dracona Malfoya

Trzeci rok nauki (wrzesień 1993 do czerwca 1994)
W tym roku tematem szyderstw Dracona wobec Harry’ego byli strażnicy Azkabanu, dementorzy. Draco podjudzał też chłopaka by rozprawił się z Syriuszem Blackiem, który uciekł z owego więzienia. Młody Malfoy wiedział o tym, co pradopodobnie zrobił Black 12 lat wcześniej, efektem czego Harry posłał na boisko cielesnego patronusa – po wielu tygodniach wyczerpującej nauki – w stronę Malfoya, Crabbe’a i Goyla, którzy przebrali się za dementorów tuż po zakończeniu jednego z meczów quidditcha.
Stanowisko nauczyciela opieki nad magicznymi stworzeniami objął Rubeus Hagrid. Na pierwszej lekcji przedstawił im Hipogryfa – Hardodzioba, po czym kazał go oswoić. Zwierzę pozwoliło na to, lecz Draco to zlekceważył i je obraził. Hipogryf go zaatakował, rozdzierając mu ramię. Malfoy postanowił wykorzystać sytuację, by doprowadzić do zwolnienia nowego nauczyciela, udając panikę, czym skutecznie przeraził niewinnego Rubeusa Hagrida. Ministerstwo Magii, pod wyraźnym wpływem Lucjusza, zgodziło się zgładzić hipogryfa, ale ten – dzięki pomocy Hermiony i Harry’ego – uciekł spod topora i uratował niewinnego Syriusza od pocałunku strażników.
Malfoyowie byli wściekli, że jakiś gajowy ich przechytrzył.
Czwarty rok nauki (wrzesień 1994 do czerwca 1995)
Draco był obecny na mistrzostwach świata w Quidditchu. Siedział w luksusowej loży niedaleko Ministra Magii, Korneliusza Knota. Szydził z Harry’ego, Rona i Hermiony, w momencie kiedy grupa śmierciożerców zaczęła terror. Twierdził, że z Harrym zrobią jak z Hermioną, która jest mugolskiego pochodzenia.
Kiedy Harry Potter okazał się czwartym uczestnikiem turnieju trójmagicznego, Draco był zazdrosny. Stworzył i rozdawał plakietki z takimi napisami jak „Potter Cuchnie”, a podczas turnieju kibicował drugiemu reprezentantowi Hogwartu, Cedrikowi Diggory’emu. Draco był również informatorem Rity Skeeter, która pisała dla „Proroka Codziennego” nieprawdziwe artykuły o Harrym, Hagridzie oraz Hermionie. Kiedy w pewien dzień po lekcjach, Draco odczytał Harry’emu, Ronowi i Hermionie artykuł z Proroka Codziennego szkalujący pana Weasleya, wywiązała się między nimi kłótnia. Gdy troje Gryfonów chciało odejść, obracając się tym samym do Malfoya plecami, ten rzucił w ich kierunku zaklęcie. Urok minął Harry’ego o cal, ale Bartemiusz Crouch Junior pod postacią Alastora Moody’ego, który był świadkiem tej sytuacji, w formie nauczki zamienił Malfoya w tchórzofretkę i miotał nim na wszystkie strony, jednocześnie strofując go za atakowanie osób odwróconych do niego plecami. W porę nadciągnęła profesor McGonagall i transmutowała fretkę z powrotem w Ślizgona.
W tym samym roku odbył się Bal Bożonarodzeniowy. Draco zaprosił Pansy Parkinson jako swoją partnerkę. Jedynymi osobami, które były na przyjęciu bez osoby towarzyszącej, byli Crabbe i Goyle.
Piąty rok nauki (wrzesień 1995 do czerwca 1996)
Draco wraz z Pansy Parkinson został prefektem Slytherinu. Chętnie drwił z Harry’ego, że nie otrzymał takiego samego zaszczytu. Draco napisał również słowa poniżającej piosenki „Weasley naszym królem”, która szydziła z umiejętności Rona jako obrońcy Gryffindoru. Była śpiewana przed meczem Quidditcha. Po skończeniu meczu Slytherin kontra Gryffindor, rozpętała się afera, której skutkiem Dolores Jane Umbridge odebrała bliźniakom Weasley i Harry’emu możliwość gry w Quidditcha. Gdy Umbridge została dyrektorką Hogwartu, Draco przystąpił do „Brygady Inkwizycyjnej” i wyraźnie cieszył się z możliwości odbierania punktów głównie Gryfonom. Sam nakrył Harry’ego, który uciekał z ostatniego posiedzenia Gwardii Dumbledore’a w pokoju Życzeń, odbierając tym samym pięćdziesiąt punktów Gryffindorowi.
Jako jeden z członków Brygady, pochwycił Harry’ego i jego przyjaciół podczas próby ustalenia miejsca pobytu Syriusza Blacka, którego Harry widział torturowanego w swoich snach. Harry, Ron, Hermiona, Ginny Weasley, Neville Longbottom i Luna Lovegood zostali doprowadzeni do gabinetu Dolores Umbridge. Aby sprawić by Harry powiedział prawdę, Umbridge chciała użyć zaklęcia Cruciatus, ale została powstrzymana przez Hermionę. Gryfonka powiedziała, że pokaże jej „tajną broń” Dumbledore’a, którą chcą użyć przeciwko Ministerstwu Magii, jeśli nie skrzywdzi chłopaka. Mimo chęci Dracona, Umbridge nie pozwoliła żadnemu z członków Brygady Inkwizycyjnej zobaczyć co to za broń, mówiąc, że poradzi sobie sama z dwójką małoletnich czarodziejów bez różdżek.
Po odejściu Dolores z Harrym i Hermioną, reszta Gwardii Dumbledore’a zastosowała litanię wielu zaklęć w celu uwolnienia się z rąk Brygady Inkwizycyjnej. Draco został trafiony upiorogackiem przez Ginny Weasley.
Ojciec Dracona, Lucjusz, był widziany podczas Bitwy w Departamencie Tajemnic jako śmierciożerca i został uwięziony w Azkabanie. Pod koniec roku Malfoy był wściekły na Harry’ego. Wraz ze swoimi przyjaciółmi próbował go nawet zaatakować, jednak na pomoc Potterowi przybyła Gwardia Dumbledore’a.
Szósty rok nauki (wrzesień 1996 do czerwca 1997)
Po klęsce Voldemorta w Ministerstwie Magii i aresztowaniu Lucjusza, Czarny Pan przyjął oficjalnie Dracona na służbę wypalając mu mroczny znak. Kazał mu też zabić Albusa Dumbledore’a by zmyć plamy na ich honorze. Draco początkowo czuł się dumny i ważny, ponieważ zlecono mu misję. Po pewnym czasie, zaczął martwić się czy podoła wyznaczonemu zadaniu. Domyślił, że jest to tylko kara za niepowodzenia ojca a samego zadania nie udźwignie. Dlatego też znalazł się na ulicy Śmiertelnego Nokturnu, gdzie zaszedł do sklepu „Borgin & Burkes”, oferującego wielki wybór złowrogich przedmiotów. Jego uwagę przyciągnęła Szafka Zniknięć, którą postanowił naprawić, ponieważ identyczna znajdowała się w pokoju Życzeń, w Hogwarcie. Oznaczało to, że gdy obie będą działać, to za ich pomocą będzie się można przenosić z Ulicy Śmiertelnego Nokturnu do zamku. Draco planował przemycić w ten sposób śmierciożerców, aby pomogli mu zabić Dumbledore’a.
Podczas podróży do Hogwartu, Harry próbował podsłuchać rozmowę Malfoya w pociągu, jednak Ślizgon zorientował się i oszołomił chłopaka. Harry podejrzewał, że Ślizgon coś knuje. Zaczął mieć na jego punkcie obsesję i stale go śledził. Gryfon podejrzewał, że Malfoy stał się śmierciożercą. Podczas wizyty w Hogsmeade, Draco podrzucił uśmiercający naszyjnik do Katie Bell, który pierwotnie miał trafić do Dumbledore’a. Po tym incydencie, Harry udał się za Malfoyem do łazienki na szóstym piętrze, gdzie rozegrała się między nimi walka, wskutek której Draco zostaje trafiony zaklęciem Sectumsempra. Chłopaka wyleczył Severus Snape. Draco naprawił szafkę zniknięć, lecz gdy doszło do ostatecznego starcia, tylko rozbroił dyrektora z jego różdżki co uczyniło go prawowitym panem Czarnej Różdżki, choć Draco o tym nie wiedział. Ostatecznie, zgodnie z układem zawartym między Albusem a Severusem, Dumbledore zginął z różdżki Snape’a. Po śmierci dyrektora, Malfoy nie mógł wrócić do szkoły, ponieważ był uważany za współwinnego śmierci Albusa.
Od września 1997 do maja 1998
Draco niechętnie uczestniczył w lekcjach Śmierciożerców, którzy objęli władzę w Hogwarcie. Voldemort uwolnił Lucjusza Malfoya z Azkabanu. Ślizgon był świadkiem morderstwa Charity Burbage i torturowania Thorfinna Rowle’a podczas posiedzenia Śmierciożerców.
Draco przebywał na dworze Malfoyów w celu ustalenia tożsamości Harry’ego Pottera i jego przyjaciół, którzy zostali złapani przez grupę porywaczy, dowodzonymi przez Greybacka. Ostatecznie nie potwierdził, że ich rozpoznał. Hermiona okłamała Bellatrix w sprawie miecza Gryffindora, przez co została przez nią torturowana. Ślizgon udał się po goblina, w celu ustalenia prawdziwości słów dziewczyny. Wieczorem więźniom udało się uciec, a różdżka Dracona zostaje odebrana przez Harry’ego, czyniąc go właścicielem Czarnej Różdżki.
Draco podczas Bitwy o Hogwart ukrywał się z innymi Ślizgonami w lochach, lecz w pewnym momencie wraz z Vincentem Crabbe’em i Gregorym Goyle’em poszedł do Pokoju Życzeń, aby schwytać Harry’ego Pottera i przyprowadzić go Voldemortowi. Prawdopodobne jest, że zrobił to, próbując odkupić swoją rodzinę w oczach Czarnego Pana. Chociaż chłopak informuje swoich przyjaciół, że Harry ma pozostać przy życiu, gdy zostanie sprowadzony, jeden z jego goryli, Crabbe (w filmie Goyle), używa Szatańskiej Pożogi, w celu zabicia Gryfona. Na skutek zaklęcia Vincent traci życie, a reszcie udaje się przeżyć. Draco później był widziany, jak błagał o litość śmierciożercę na schodach, lecz z pomocą przybiegli mu Harry, Ron i Hermiona, którzy oszołomili wroga. Ron za niewdzięczność wobec nich, kopnął Dracona w twarz.
Malfoy nie był świadomy, że gdy rozbroił Dumbledore’a na wieży astronomicznej, stał się prawowitym właścicielem Czarnej Różdżki. To dzięki niemu Voldemort nie mógł w pełni nią władać. Harry odkrywa ten fakt, co pomaga mu ostatecznie pokonać Czarnego Pana.

## Epilog
W przeciągu 19 lat od upadku Voldemorta Malfoyowie uniknęli Azkabanu. Opuścili Voldemorta przed jego upadkiem i nie walczyli w finalnych potyczkach między Zakonem a śmierciożercami, chociaż Harry widział ich ściskających się tuż po śmierci swego wroga w Wielkiej Sali Hogwartu.
Około 2005 roku Draco ożenił się z Astorią Greengrass.
W 2006 roku urodził im się syn Scorpius.
W 2017 roku odprowadził na peron swego jedynego syna do Expressu Hogwart. Skinął głową do Harry’ego ze swoją rodziną, ale ich relacje stały się neutralne.